# Peugeot J5
Peugeot J5 — 2,5 тонний фургон французької компанії Peugeot, що вироблявся з жовтня 1981 року до березня 1993 року.

## Опис

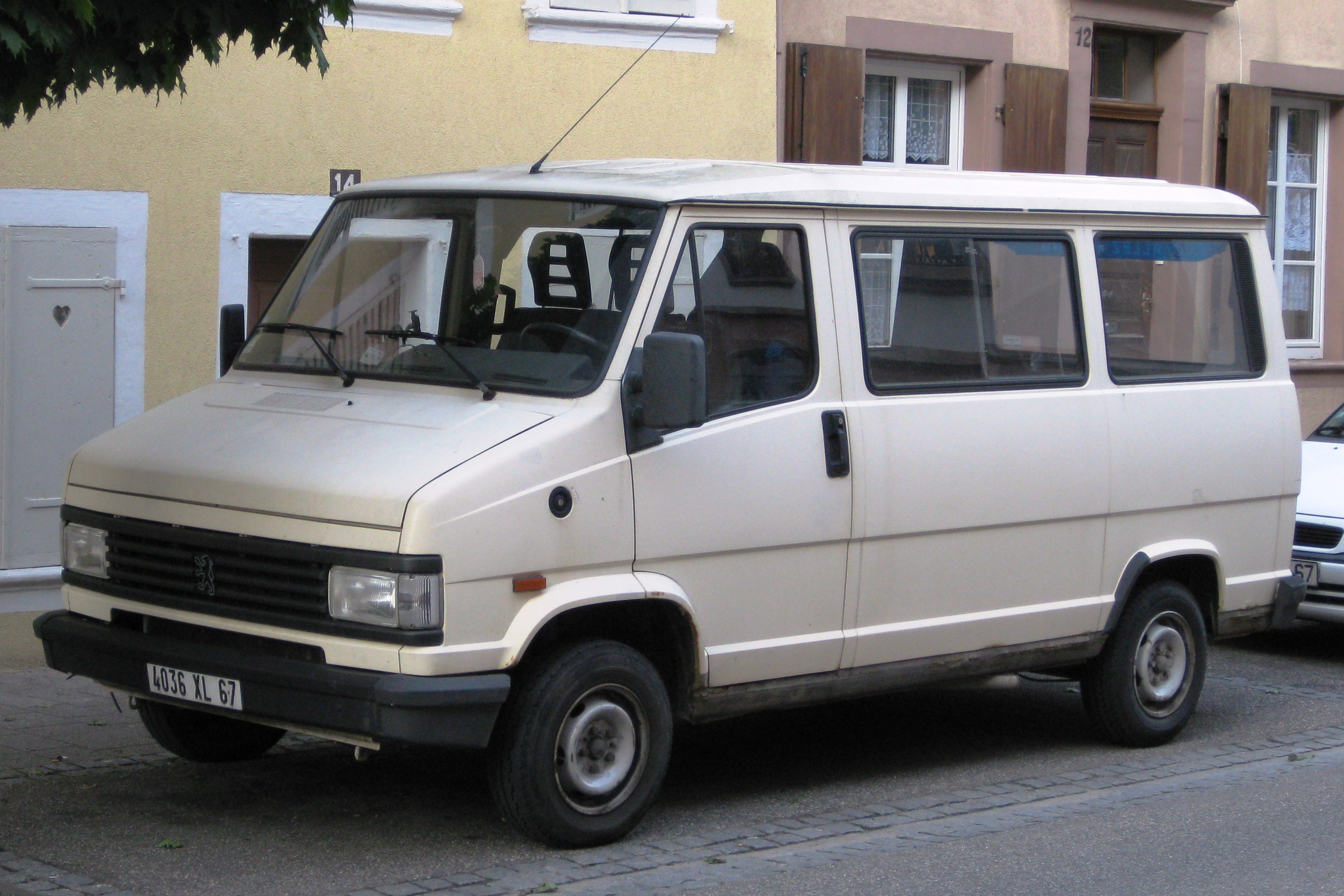
Peugeot J5 (Typ 290, 1990-1993)

Фургон розроблений в результаті співпраці з італійським виробником Fiat і виготовлявся на заводі Sevel в Італії, разом з аналогічними Fiat Ducato і Citroën C25. У Великій Британії Peugeot J5 продавався як Talbot Express.

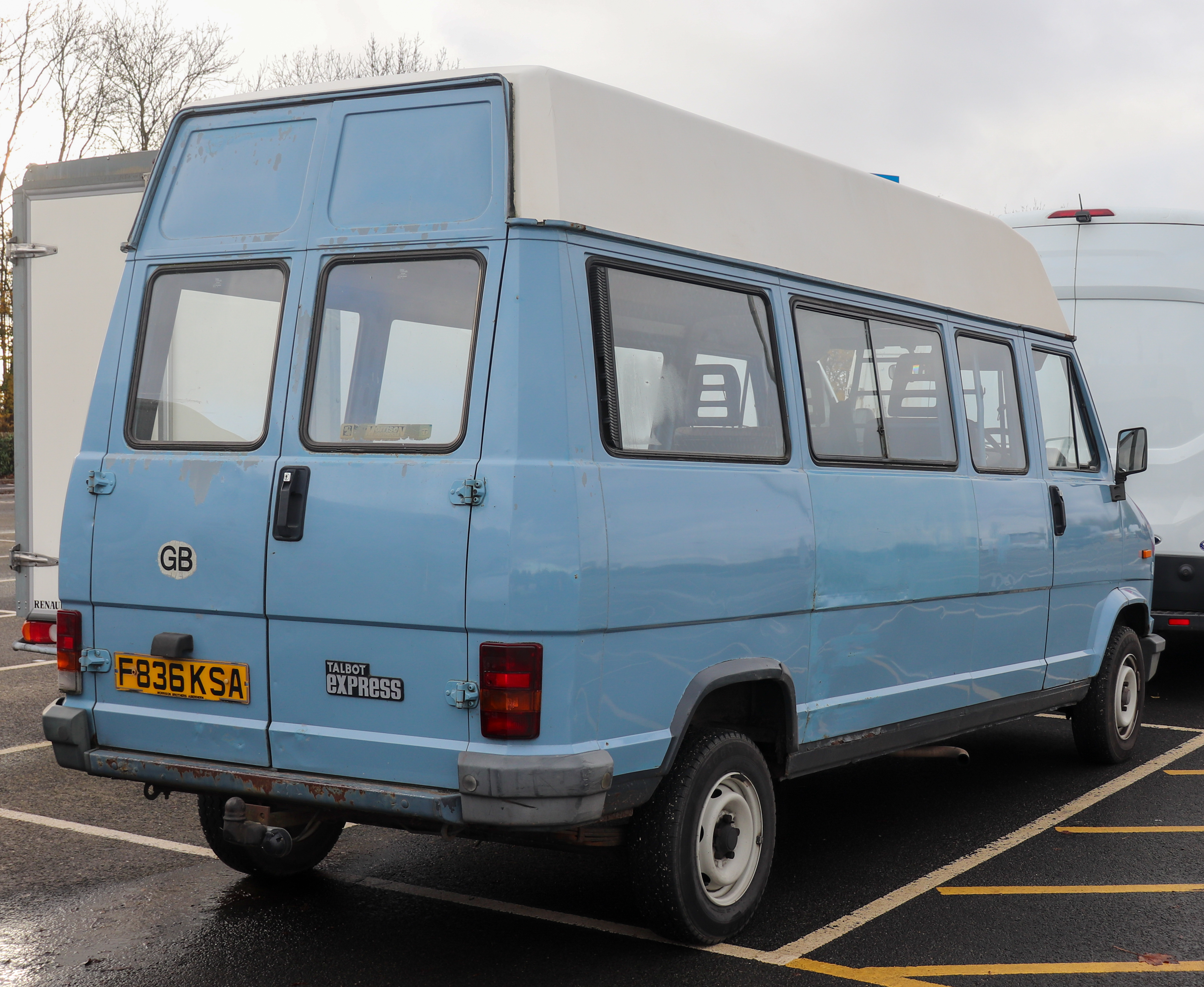

Французьким конкурентом J5 був Renault Master. Двигуни Peugeot J5 встановлюються поперечно, це троє бензинових і троє дизельних.

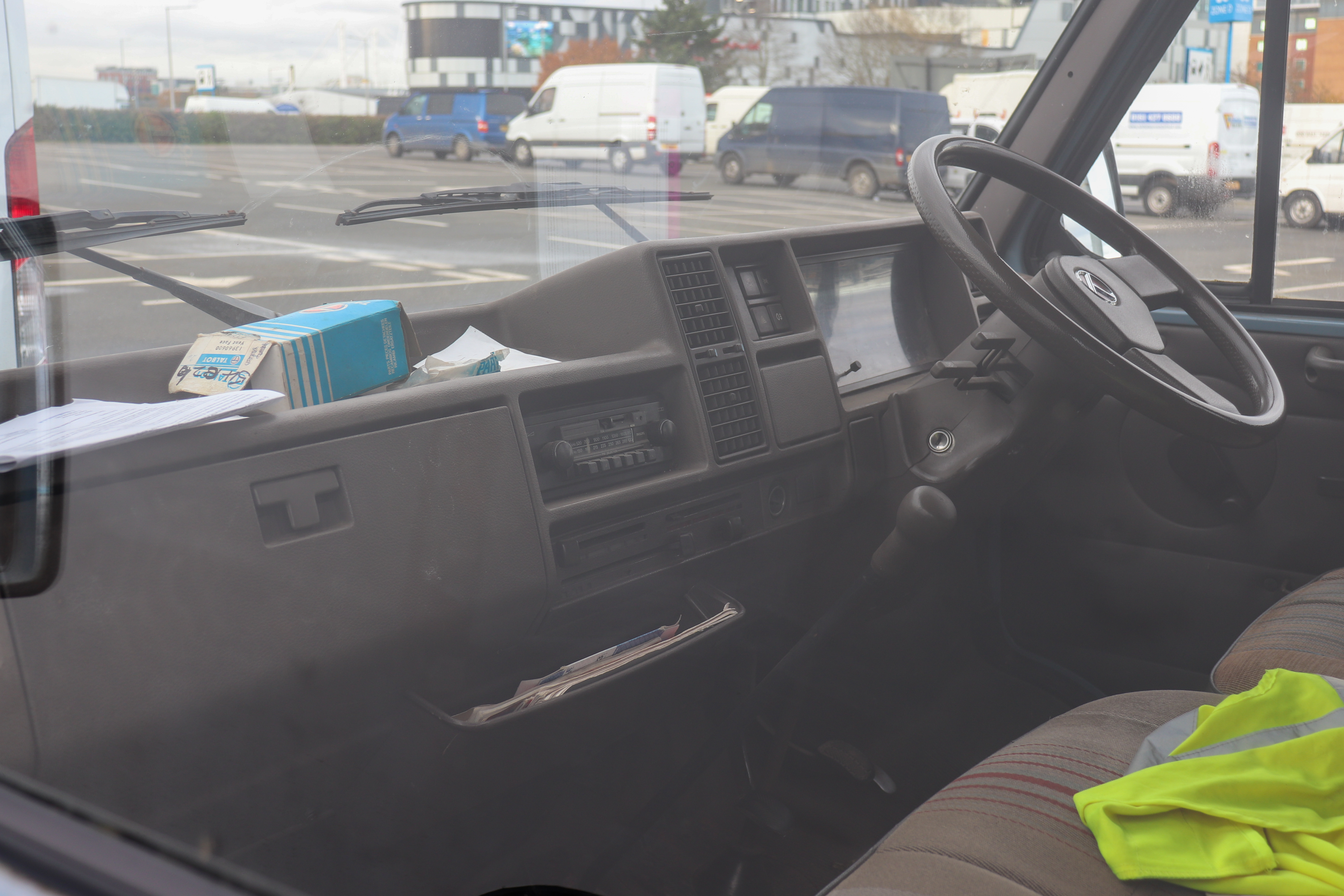

У 1990 році представлений модернізований J5 зі зміненими ґратами радіатора, передніми фарами та передніми дверима. В 1994 році його замінив Peugeot Boxer.
J5 достатньо добре продавався у Франції, але за її межами не мав значного комерційного успіху, в більшій частині Європи його затьмарив Fiat Ducato, який був підтриманий сильною дилерською мережею на ключових ринках.

## Двигуни
- 1.8 L PSA 169B I4
- 2.0 L PSA 170B/C/D I4
- 1.9 L Fiat 149B1000 I4 diesel
- 1.9 L Fiat 280A1000 I4 turbodiesel
- 2.5 L Sofim 8144.61 I4 diesel
- 2.5 L Sofim 8144.07 I4 diesel
- 2.5 L Sofim 8144.67 I4 diesel
- 2.5 L Sofim 8144.21 I4 turbodiesel
- 2.5 L Sofim 8140.27 I4 turbodiesel